# Seppo Näätänen
Seppo Uolevi Näätänen, född 3 oktober 1920 i Vasa, död 30 juli 1964 i Indien, var en finländsk konstnär
Seppo Näätänen utbildades på finska konstakademin 1939–1941 och vid Fria konstskolan 1943–1945.
Näätänen arbetade som teckningslärare i Ruovesi skola (Ruovesi Yhteiskoulu). Han var gift med konstnären Elga Sesemann.
Näätänen gjorde bland annat en altartavla i Värtsilä kyrka. Han är också representerad hos Åbo konstmuseum.